# Mirrodin
Mirrodin – dodatek do kolekcjonerskiej gry karcianej – Magic: the Gathering, pierwszy dodatek w bloku Mirrodin. Imprezy premierowe miały miejsce 2 października 2003 roku, uczestnicy otrzymywali specjalnie na tę okazję przygotowane, foliowane karty promocyjne Sword of Kaldra z alternatywnym rysunkiem.

## Fabuła dodatku
Mirrodin został stworzony przez golema Karna, jako Argentum, świat złożony całkowicie z artefaktów, nieposiadający życia biologicznego. Na jego strażnika wyznaczył zbudowanego przez siebie golema Memnarcha, który nadał nową nazwę powierzonemu sobie światu: Mirrodin. Na skutek kontaktu z Phyrexiańskim Olejem nieświadomie pozostawionym przez Karna, Memnarch dostał obłędu i zaczął zmieniać świat tak by mógł on podtrzymać życie. Korzystając z "pułapek dusz" (ang. soul traps) sprowadził na  Mirrodin
przedstawicieli wielu żywych gatunków roślin, zwierząt oraz istot inteligentnych. Z czasem, na skutek działania Mycosynthu (podobnego do grzyba organizmu powstałego dzięki phyrexiańskiemu olejowi) metal zaczął pokrywać ciała żywych istot, a ciało artefaktów. Dodatek opowiada historię elfki Glissy, szukającej osoby stojącej za zamachem na nią.

## Tematyka
Główną tematyką dodatku są artefakty. Większość kart w jakiś sposób jest z nimi związana, bądź też jest artefaktem. Sporą rolę odgrywają wprowadzone w tym dodatku karty "Artifact – Equipment" (pl. Artefakt – Ekwipunek), które mają za zadanie obrazować używanie przez stwory takich rzeczy jak zbroje i różnego rodzaju broń (głównie broń biała).

## Zestawy Startowe
- Wicked Big (Zielony)
- Sacrificial Bam (Czarno/Czerwony)
- Little Bashers (Biały)
- Bait and Bludgeon (Niebiesko/Czarny)

## Nowe mechaniki
- Affinity
- Entwine
- Equip
- Imprint